# SciELO
SciELO (Scientific Electronic Library Online) is een bibliografische informatiebank, digitale bibliotheek, en coöperatie voor het uitgeven van wetenschappelijke tijdschriften volgens het open access model. SciELO is in 1997 opgericht om tegemoet te komen aan de behoefte van ontwikkelingslanden en opkomende economieën aan een efficiënte manier om toegang te verkrijgen tot de wetenschappelijke literatuur en de eigen productie ervan bredere zichtbaarheid te geven.
Het netwerk van SciELO werd oorspronkelijk opgezet in 1997 in Brazilië en in 2018 was het uitgebreid tot 14 deelnemende landen en de daar uitgegeven tijdschriftencollecties: Argentinië, Bolivia, Brazilië, Chili, Colombia, Costa Rica, Cuba, Mexico, Peru, Portugal, Spanje, Uruguay, Venezuela, en Zuid-Afrika. Paraguay begon toen eveneens om een tijdschriftencollectie te ontwikkelen.

## Geschiedenis
Project's launch timeline:
- 1997: Start van SciELO als project gesteund door FAPESP (Fundação de Amparo à Pesquisa do Estado de São Paulo – Stichting voor Onderzoeksondersteuning van de staat São Paulo) in samenwerking met BIREME (oorspronkelijk Biblioteca Regional de Medicina; nu bekend als Latijns-Amerikaans en Caraïbisch Informatiecentrum voor Medische Wetenschappen).
- 1998: SciELO gelanceerd (gaat 'live').
- 2002: De CNPq (Conselho Nacional de Desenvolvimento Científico e Tecnológico – [Braziliaanse] Nationale Raad voor Wetenschappelijke en Technologische Ontwikkeling) voegt haar steun voor SciELO toe.
- 2005: Argentinië sluit zich aan met een regionale collectie tijdschriften, met steun van CONICET (Consejo Nacional de Investigaciones Científicas y Técnicas – [Argentijnse] Nationale Wetenschappelijke en Technische Onderzoeksraad).
- Tussen 2006 en 2008: Chili sluit zich eveneens aan met een regionale collectie, gesteund door CONICYT (Comisión Nacional de Investigación Científica y Tecnológica – [Chileense] Nationale Commissie voor Wetenschappelijk en Technisch Onderzoek).
- 2009: Zuid-Afrika sluit zich aan, gesteund door ASSAf (Academy of Science of South Africa – Zuidafrikaanse Academie van Wetenschappen).
- 2012: Het SciELO "Boeken Project" wordt gelanceerd.
- 2013: De SciELO Citatie Index wordt geïntegreerd in Thomson Reuters' Web of Knowledge (WoS), met in totaal ongeveer 650 van SciELO's tijdschriften, 300 meer dan de 350 reeds aanwezig in de WoS.
- 2017 SciELO kondigt aan een zgn. preprintserver op te zetten – SciELO Preprints.